# Amonij
Amonij (prema amonijak), NH4+, jednovalentni kation koji stvara mnogobrojne soli slične solima alkalijskih kovina. Amonijve soli u vodenim otopinama daju kation NH4+, grijanjem hlape i raspadaju se, a služe najviše kao umjetna gnojiva, u prvome redu amonijev sulfat ( (NH4)2SO4 ) i amonijev nitrat (NH4NO3). Tehnički je važan i amonijev klorid (NH4Cl).